# Tina Soliman

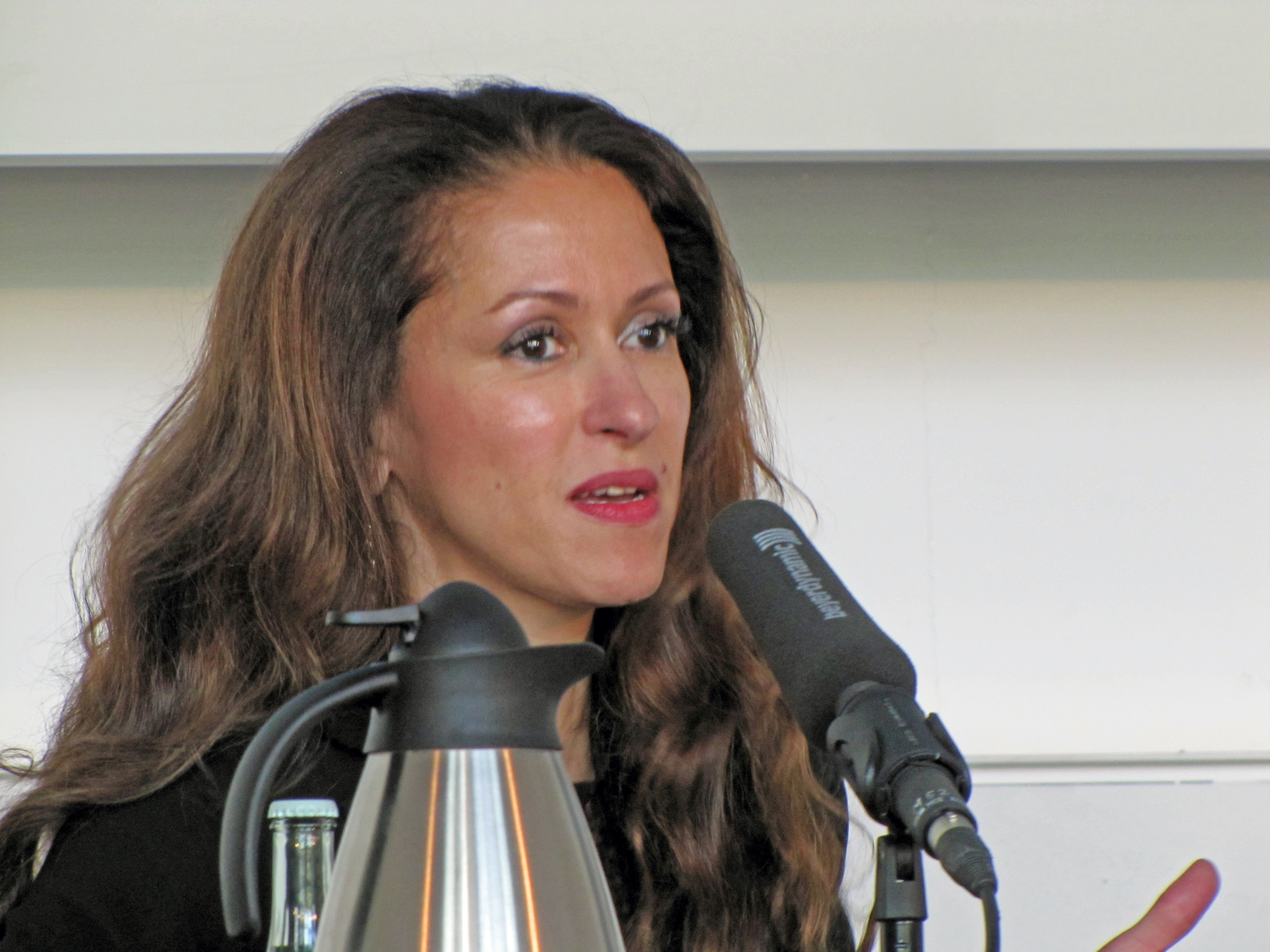
Tina Soliman (2015)

Tina Soliman (* 1966) ist eine deutsche Journalistin, Autorin, Fernsehproduzentin, Fernsehregisseurin und Redakteurin.

## Beruflicher Werdegang
Tina Soliman studierte von 1985 bis 1991 Germanistik, Romanistik und Politikwissenschaften an der Johann Wolfgang Goethe-Universität Frankfurt am Main. Sie absolvierte ein Volontariat bei der Frankfurter Allgemeinen Zeitung und arbeitete dort anschließend als Redakteurin. Danach war sie für den ARD-Kulturreport und Politikmagazine wie Panorama, Kontraste, Fakt und Report Mainz tätig.
1993 gründete sie mit dem Kameramann Torsten Lapp die Produktionsfirma soliman lapp dokumentation. Seitdem arbeitet sie für die ZDF-Sendereihe 37 Grad als regelmäßige Autorin. Seit 2006 arbeitet sie außerdem für den NDR, realisiert dort Dokumentationen für die ARD und Beiträge für das Politikmagazin Panorama.
2011 veröffentlichte Soliman bei Klett-Cotta das Sachbuch Funkstille. Wenn Menschen den Kontakt abbrechen. Im September 2014 erschien ihr zweites Buch Der Sturm vor der Stille: Warum Menschen den Kontakt abbrechen bei Klett-Cotta. Im September 2019 erschien der dritte Band ihrer Trilogie des Verschwindens, Ghosting: Vom spurlosen Verschwinden des Menschen im digitalen Zeitalter.
Für den Debatten-Band Die offene Gesellschaft und ihre Freunde (Fischer Verlag) von Harald Welzer u. a. hat sie als Autorin der Reihe einen Beitrag verfasst: Wie wollen wir leben?
Seit 2025 ist sie Gastreferentin an der Filmakademie Baden-Württemberg und lehrt dort "sensibles Texten" für Formate wie "37 Grad" (ZDF).

## Auszeichnungen
1996 wurde sie für ihren Kontraste-Filmbeitrag Kinder zweiter Klasse mit dem Medienpreis der Freien Wohlfahrtspflege ausgezeichnet.
Ihre Dokumentation Grausames Glück, Wenn Geburt und Tod aufeinander treffen wurde 2004 mit dem Katholischen Medienpreis der Deutschen Bischofskonferenz ausgezeichnet.
Der Bundesverband Herzkranke Kinder verlieh ihr 2009 den 1. Preis für die ARD-Dokumentation Ein Herz für Lilli.
Ihre im ZDF ausgestrahlte Dokumentation Zur Heirat verurteilt wurde von Amnesty International mit dem 6. Marler Fernsehpreis für Menschenrechte 2011 im Bereich Dokumentation Inland ausgezeichnet. Die Jury begründete ihre Entscheidung wie folgt: „Der Beitrag ist so besonders, weil er nicht nur das Thema Zwangsehe reflektiert, sondern vielmehr Exit-Strategien für Betroffene aufzeigt und jungen Leuten Mut macht.“ Der Film wurde außerdem im gleichen Jahr für den CIVIS Medienpreis für Integration und kulturelle Vielfalt in Europa nominiert.
Ihre ARD-Dokumentation „SEX - Made in Germany“ (Kamera: Torsten Lapp) wurde bei den „New York Festivals“ 2014 in der Kategorie „Current Affairs“ mit einer Silbermedaille ausgezeichnet. „SEX - Made in Germany“ war außerdem beim 54ème Festival de Television de Monte-Carlo für die „Nymphe d’Or“ und für den „Prix Europa“ in Berlin 2014 nominiert. In den Wettbewerben werden Fernsehproduktionen aus aller Welt präsentiert. Der Film war auch für den Juliane-Bartel-Preis 2013 nominiert und kam u. a. beim Montreal World Film Festival zur Aufführung.
2016 wurde sie für den Medienpreis der „Kindernothilfe“ 2016 für den Beitrag: „Deutschland 1945, Syrien 2015“ nominiert, ausgestrahlt bei PANORAMA (ARD). Dieser Beitrag wurde außerdem für den von amnesty international vergebenen 10. MARLER MEDIENPREIS MENSCHENRECHTE 2017 FERNSEHEN nominiert.
Solimans ARD-Dokumentation „Einsame Spitze. Top-Manager am Limit“ wurde 2017 für den Ernst-Schneider-Preis für besten Wirtschaftsjournalismus nominiert.
Für die besondere journalistische Leistung ihrer Berichterstattung zum G20-Gipfel (NDR/ARD) gewann sie mit den Kollegen von „Panorama“ den Grimme-Preis 2018.
2024 gewann Tina Soliman gemeinsam mit Torsten Lapp den Ersten Preis des Richard-von-Weizsäcker-Journalistenpreises für Die Story im Ersten: Sterbehilfe: Harald Mayer kämpft um seinen Tod.

## Filmografie
- 1996: 37 Grad – Flaschenkinder, (30 Min., ZDF), Themenabend Alkohol auf ARTE mit „Flaschenkinder“
- 1997: 37 Grad – Dann springst du eben. Wenn Jugendliche nicht mehr leben wollen, (30 Min. ZDF).
- 1998: „Moderne Menschen“-Porträtreihe Helmut Markwort, Horst Hamann (30 Min., HR).
- 1999: „Das zweite Leben der Katharina Beta“, „37 Grad“, (30 Min., ZDF).
- 2001: 37 Grad – Minen, Mord und Medien – Reporter im Krieg (Fernsehreihe, ZDF)
- 2001: 37 Grad - Der Tod im Spiegel - Ein Junge kämpft ums Überleben
- 2001: ZDF Spezial: Islam heißt doch nicht Terror
- 2002: 37 Grad - Wahnsinns-Kinder - Wenn die Eltern psychisch krank werden
- 2002: 37 Grad - Wie heißt die Hauptstadt von Freundschaft?
- 2003: Menschen hautnah - Zählt nur die Liebe? Von geistig Behinderten und ihren Kindern (Fernsehreihe, WDR)
- 2003: 37 Grad - Grausames Glück - Wenn Geburt und Tod aufeinander treffen
- 2004: 37 Grad - Rendezvous mit der Nacht
- 2005: Sei froh, dass du lebst. Kriegskinder erinnern sich (ARD)
- 2005: 37 Grad - Herz-Alarm mitten im Leben – Junge Menschen nach dem Infarkt
- 2006: 37 Grad - Warum, mein Kind? – Eltern nach dem Suizid von Kindern
- 2006: Die Ängste bleiben lebenslang. Traumata der Kriegskinder (WDR)
- 2007: 37 Grad - Jetzt will ich’s wissen! - Noch einmal in die Schule
- 2007: Für mich bist du gestorben - Wenn Menschen plötzlich den Kontakt abbrechen (NDR)
- 2008: Ein Herz für Lilli (ARD)
- 2008: Himmel, Hölle und Hormone - Von Müttern und Töchtern (NDR)
- 2008: 37 Grad - Der Feind in meinem Kopf – Leben mit Parkinson
- 2009: Kampf gegen die Krankheit, Herzinfarkt (NDR)
- 2009: Ich will sterben (ARD)
- 2009: Der Hirnschrittmacher: Heilung auf Knopfdruck? (NDR)
- 2010: 37 Grad – Zur Heirat verurteilt
- 2010: Pleite – und jetzt? Wege aus der Krise (ARD)
- 2012: Legenden – Joachim Fuchsberger (Fernsehreihe, ARD)
- 2012: 37 Grad – Abgetaucht. Wenn Menschen den Kontakt abbrechen
- 2013: Die Story, SEX - Made in Germany (ARD)
- 2013: ARD-Themenwoche „Zum Glück“ – Nach dem Goldregen (ARD)
- 2015: ARD, PANORAMA monothematisch: Schöne neue Welt: Der Preis des Teilens
- 2015: ZDF, 37 Grad, Was am Ende wirklich zählt. (Dokumentation)
- 2016: ARD, Die Story im Ersten, Einsame Spitze. Top-Manager am Limit, (Dokumentation)[8]
- 2016: ARD, Tod eines Managers. Der Fall Wauthier. (Dokumentation)[9]
- 2018: ZDF, 37 Grad: Ich muss ihm in die Augen sehen. Kann man einen Mord verzeihen? (Dokumentation)[10]
- 2019: ARD, Die Story im Ersten: Sterbehilfe – Politiker blockieren, Patienten verzweifeln (Dokumentation)[11]
- 2020: ARD, Die Story im Ersten: Für immer jung – Machen Forscher einen Menschheitstraum wahr? (Dokumentation)[12]
- 2021: ZDF, 37 Grad: wisch und weg. Wie man sich heute verliebt und verpasst. (Dokumentation)[13]
- 2021: ARD, PANORAMA (monothematisch): Polizeigewalt: Filmen verboten?[14]
- 2022: ARD, Die Story im Ersten: Sterbehilfe: Harald Mayer kämpft um seinen Tod (Dokumentation)[15]
- 2023: ZDF, 37 Grad: Der Tod – Die beste Entscheidung meines Lebens. (Dokumentation)[16]
- 2024: NDR-TV, Panorama3, Schuldig im Sinne des Vorurteils? (30 Minuten)[17]
- 2024: ZDF, 37 Grad: Die Entdeckung der Hoffnung. An Lebenskrisen wachsen. (Dokumentation)[18]
- 2025: ZDF, 37 Grad: Ererbtes Trauma – Julien und der Schmerz der Anderen (Dokumentation)[19]

## Bücher
- Funkstille. Wenn Menschen den Kontakt abbrechen, Klett-Cotta, Stuttgart 2011, ISBN 978-3-608-94562-1.
- Der Sturm vor der Stille. Warum Menschen den Kontakt abbrechen Klett-Cotta, Stuttgart 2014 ISBN 978-3-608-94804-2.
- Die offene Gesellschaft und ihre Freunde. Autoren: u. a. Tina Soliman. S. Fischer Verlag, Frankfurt ISBN 978-3-10-490305-7
- Ghosting: Vom spurlosen Verschwinden des Menschen im digitalen Zeitalter; Klett-Cotta, Stuttgart 2019, ISBN 978-3-608-96337-3